# Божишковські (герб)
Божишковські (пол. Borzyszkowski) — шляхетський герб кашубського походження. Через специфічну історію регіону, незважаючи на приналежність до Речі Посполитої, родина і герб не були зафіксовані польськими геральдистами. Пшемислав Праґерт стверджує, що це різновид герба Сас.

## Опис герба
Існувало принаймні кілька варіантів цього герба. Описання, що використовують правила блазонування, запропонованих Альфредом Знамеровським:
Божишковські I: У червоному полі золота стріла з такого ж півмісяця, над кожним рогом якого по такій же зірці. У клейноді три страусиних пір'їни, пронизані стрілою вліво. Намет червоний, підбитий золотом.
Божишковські Ib: У блакитному полі золотий місяць з обличчям вгору, над яким така ж стріла вістрям донизу і такі ж зірки над рогами місяця. Клейнод — пронизаний стрілою вправо павиний хвіст. Намет блакитний, підбитий золотом.

## Найперша згадка
Герб без клейноду було зображено на картині 1736 року на кафедрі церкви в Божишкових. Клейнод з'являється на відбитку печатки на документі на межі 18-го і 19-го століть. Варіант Ib походить від гербовника Зібмахера (Nowy Siebmacher), хоча опис, що міститься в ньому, показує, що герб має бути ідентичним гербу Сас.

## Рід Божишковських
Божишковські були кашубським дрібним шляхетським родом, родинним гніздом якого було с. Божишкови.
Вперше рід згадується в 1352 р., коли комтур члуховський Людольф Гаке підтвердив надання у власність с. Борсков (Borskow), сучасне Божишкови, Янові Шаді (пол. Jan Szada) і його нащадкам. В 1552 р. король Сигізмунд II Август підтвердив права Божишковських на їхнє село. Другим родовим гніздом після Божишкових було с. Яблушек Дужий, з якого походить гілка Божишковських — Вишк (Фішка) (пол. Wyszk, Fiszka). Це село та шляхетство отримав Якуб Божишковський за заслуги в битві під Грюнвальдом.

### Герби
Божишковські використовували кілька гербів: Божишковські, Божишковські III, Божишковські IV, Лев II, Шеліга, Лодзя, та, ймовірно, Сас.

### Придомки
Окрім, власне, свого прізвища, Божишковські, як доволі розгалужений рід, використовував, як і багато інших дрібних розгалужених шляхетських родів, придомки (прізвиська):
Вишк (Фішка) (Wyszk, Fiszka, Feszka), Габрих (Gabrych, Gabrysz), Дона (Dohna, Dunas), Кпьонж (Kpiąż), Куях (Kujach, Kiach), Міск (Misk, Mysk), Моль (Mol, Mal), Панєц (Paniec, Panicz), Рибка (Rybka), Хадзин (Chadzyn, Chadyn), Хамір (Chamir), Шада (Szada).
До теперішніх часів існують Божишковські, що використовують придомки Вишка, Фішка та Шада.

## Геральдичний рід
Божишковські (Borzyszkowski). Прізвище мало кілька варіантів: Борчисковські (Borczyskowski), Боришковські (Borischkowski), Боришковські (Boryszkowski), Божесковські (Borzeskowski), Божешковські (Borzeszkowski), Божісковські (Borziskowski), Божішковські (Borziszkowski), Божисковські (Borzyskowski), Божиковські (Borzykowski).